# M. Antoroto
M. Antoroto este o arie protejată (arie specială de conservare — SAC, sit de importanță comunitară — SCI) din Italia întinsă pe o suprafață de 863 ha, integral pe uscat.

## Localizare
Centrul sitului M. Antoroto este situat la coordonatele 44°11′18″N 7°55′00″E / 44.188333°N 7.916667°E.

## Înființare
Situl M. Antoroto a fost declarat sit de importanță comunitară în septembrie 1995 pentru a proteja 12 specii de animale. Situl a fost protejat și ca arie specială de conservare în februarie 2017.

## Biodiversitate
Situată în ecoregiunea alpină, aria protejată conține 10 habitate naturale: Păduri de fag Luzulo-Fagetum, Păduri de fag Asperulo-Fagetum, Grohotișuri calcaroase și de șisturi calcaroase de la nivelul montan până la nivelul alpin (Thlaspietea rotundifolii), Fânețe montane, Păduri de fag din Europa Centrală dezvoltate pe sol calcaros cu Cephalanthero-Fagion, Pajiști alpine și subalpine calcaroase, Păduri de Castanea sativa, Păduri alpine de Larix decidua și/sau Pinus cembra, Păduri pe pante, grohotișuri și ravene de Tilio-Acerion, Pante stâncoase calcaroase cu vegetație casmofită.
La baza desemnării sitului se află mai multe specii protejate:
- păsări (7): potârnichea de stâncă (Alectoris graeca saxatilis), acvilă de munte (Aquila chrysaetos), șerpar (Circaetus gallicus), cristeiul de câmp (Crex crex), sfrâncioc roșiatic (Lanius collurio), Lyrurus tetrix tetrix, viespar (Pernis apivorus)
- mamifere (5): liliac cârn (Barbastella barbastellus), lupul (Canis lupus), liliac cu urechi de șoarece (Myotis blythii), liliac cărămiziu (Myotis emarginatus), liliacul mic cu potcoavă (Rhinolophus hipposideros)

Pe lângă speciile protejate, pe teritoriul sitului au mai fost identificate 49 de specii de plante, 5 specii de mamifere, 1 specie de nevertebrate, 1 specie de reptile.